# Мадзарроне
Мадзарроне (итал. Mazzarrone) — коммуна в Италии, располагается в регионе Сицилия, подчиняется административному центру Катания.
Население составляет 3688 человек, плотность населения составляет 112 чел./км². Занимает площадь 33 км². Почтовый индекс — 95040. Телефонный код — 0933.
Покровителем коммуны почитается святой Иосиф Обручник. Праздник ежегодно празднуется 19 марта.